# Montertelot
Montertelot (tiếng Breton: Mousterdelav) là một xã ở tỉnh Morbihan trong vùng Bretagne tây bắc Pháp. Xã này có diện tích 2,64 km², dân số năm 1999 là 255 người. Khu vực này có độ cao từ 19-100 mét trên mực nước biển.
Thị trấn nằm giữa các thành phố Rennes và Vannes, cự ly khoảng 6 km so với Ploërmel. 
Cư dân của Montertelot danh xưng trong tiếng Pháp là Montertelotais.